# Eastnor (Herefordshire)
Pour les articles homonymes, voir Eastnor.
Eastnor est une paroisse civile et un village du Herefordshire, en Angleterre.